# The Opportunists
The Opportunists ((título no Brasil e em Portugal) Os Oportunistas) é um filme de 2000, dirigido por Myles Connell e estrelado por Christopher Walken.

## Sinopse
Victor "Vic" Kelly é um mecânico à beira da falência, com muitas dívidas a pagar. Quando um suposto primo da Irlanda visita Vic, e a namorada dele oferece dinheiro de sua carreira de modelo para ajudá-lo, o mecânico participa de um lucrativo roubo, que lhe dará o dinheiro para pagar tudo que deve, já que este recusa a ajuda de sua namorada Sally.

## Elenco
- Christopher Walken	 .... 	Victor "Vic" Kelly
- Peter McDonald	.... 	Michael "Mikey" Lawler
- Cyndi Lauper	.... 	Sally Mahon
- Anne Pitoniak	.... 	Tia Diedre "Dee"
- Vera Farmiga	 .... 	Miriam Kelly
- Donal Logue	.... 	Pat Duffy

## Recepção da crítica
The Opportunists teve recepção geralmente favorável por parte da crítica especializada. Alcançou uma pontuação de 71% no Metacritic em base de 24 avaliações profissionais.